# Zou (Costa d'Avorio)
Zou  è una città e sottoprefettura della Costa d'Avorio appartenente al dipartimento di Bangolo. Conta una popolazione di 75 112 abitanti (censimento 2014).